# Mediæval Bæbes
Mediaeval Baebes (zapisováno jako Mediæval Bæbes – ze střední angličtiny „středověké krásky“) je anglická dívčí folková skupina zpívající většinou bez hudebních nástrojů. Vznikla roku 1996, byla založena Katharinou Blake, členkou dnes již rozpadlé kapely Miranda Sex Garden, která kolem sebe soustředila skupinu dívek se zájmem o středověkou hudbu. Album Undrentide, které bylo vydáno roku 2000, produkoval velšský hudebník a skladatel John Cale.

## Diskografie
- Salva Nos (1997)
- Worldes Blysse (1998)
- Undrentide (2000)
- The Rose (2002)
- Mirabilis (2005)
- Illumination (2008)
- The Huntress (2012)
- Of Kings and Angels (2013)
- A Pocketful of Posies (2019)